# Love Travels at Illegal Speeds
Love Travels At Illegal Speeds je v pořadí šesté sólové album anglického písničkáře a kytaristy, člena skupiny Blur, Grahama Coxona. Ve Velké Británii vyšlo 13. března 2006, předznamenáno singlem „Standing On My Own Again“, který byl uveden v únoru 2006, a v britském singlovém žebříčku obsadil nejvýše 20. místo. Skladbu doprovázel videoklip režírovaný Barnabym Roperem. Albu se relativně podařilo navázat na úspěch předcházející kolekce Happiness in Magazines, neproniklo však do Top 20, v britském albovém žebříčku zůstala jeho maximem 24. příčka. Role producenta se i tentokrát zhostil Stephen Street, známý zejména spoluprací s The Smiths či s Coxonovou domovskou skupinou Blur. Coxon je stejně jako v případě všech svých sólových alb, ale např. i šestého alba Blur, 13 (album, Blur) autorem obálky.

## Seznam skladeb
01. Standing On My Own Again 4:29
  02. I Can't Look At Your Skin 3: 35
  03. Don't Let Your Man Know  2:54
  04. Just A State Of Mind 4:36    
  05. You & I  3:43
  06. Gimme Some Love 2:32
  07. I Don't Wanna Go Out 4:17
  08. Don't Believe Anything I Say 5:26
  09. Tell It Like It Is 4:02  
  10. Flights To The Sea (Lovely Rain) 3:25
  11. What's He Got? 3:42
  12. You Always Let Me Down 2:49
  13. See A Better Day 5:10
Japonská verze CD obsahuje bonusové skladby „Click Click Click“ a „Livin´“. Součástí limitované edice alba je DVD se záznamem části vystoupení v londýnské Goldsmiths College z 22. června 2005 a klubu KOKO (Londýn) 16. července 2005.

## Kritický ohlas
Recenze alba byly veskrze velmi pozitivní. Na serveru Metacritic dosahuje na základě 22 profesionálních recenzí průměrného skóre 81 procent, což značí "všeobecné uznání".

## Propagace
Kromě „Standing On My Own Again“ byly z alba jako singly vybrány skladby „You & I“  a „I Can't Look At Your Skin“ / „What's He Got?“. Videoklip k písni „You & I“ režíroval B. Roper, videoklip skladby „I Can't Look At Your Skin“ v režii Paula Morriconeho se natáčel 12. června 2006 v londýnském klubu Dublin Castle.
Na vydání alba navázalo rozsáhlé turné po Velké Británii, Coxon téhož roku koncertoval také v Irsku, Francii, Německu a v Japonsku. V únoru 2006 poprvé a naposledy jako sólový umělec vystoupil v tradičním hudebním pořadu televize BBC Top Of the Pops, v květnu rovněž v dalším pořadu BBC, talk show Friday Night with Jonathan Ross.